# Bochica
Bochica é um personagem mitológico da cultura Chibcha (Muísca) que existiu durante a chegada dos conquistadores espanhóis nas regiões onde hoje se encontra a Colômbia e o Panamá.